# Johannes Voggenhuber

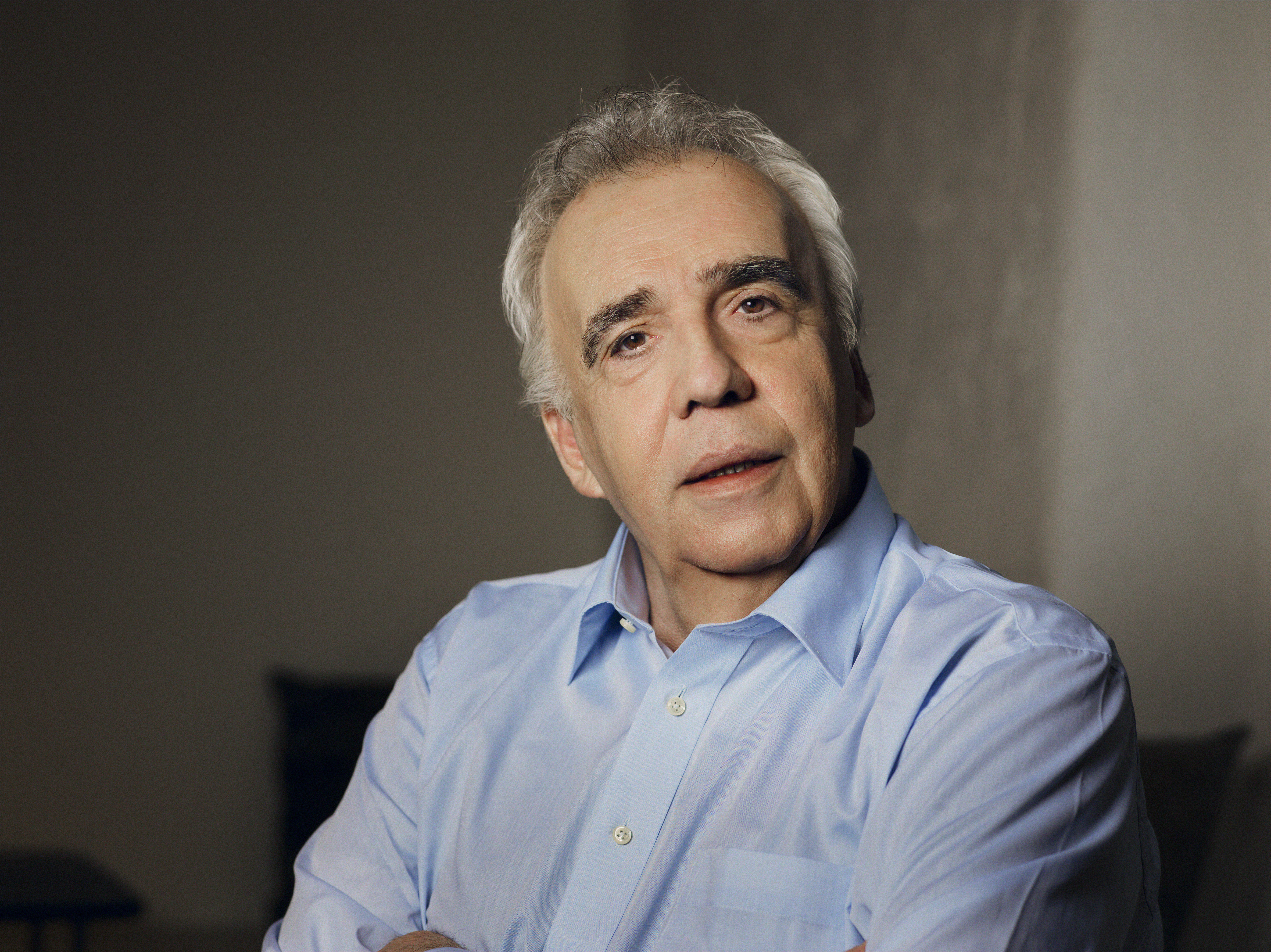
Johannes Voggenhuber

Johannes Voggenhuber (nacido el 5 de junio de 1950 en Salzburgo) es un político austriaco y ex-diputado del Parlamento Europeo (MEP) por el partido político Los Verdes, el cual es parte del Partido Verde Europeo.  Fue vicepresidente del comité de Asuntos Constitucionales del Parlamento.
Entre 1982 y 1987, fue miembro del ayuntamiento en Salzburg. De 1988 a 1992, fue portavoz federal de su partido, y entre 1990 y 1996, diputado del Consejo Nacional de Austria (Nationalrat). De 1995 a 2009 fue diputado del Parlamento Europeo.
Él está casado y tiene dos hijos.